# Times of Malta
 (janvier 2020).
Si vous disposez d'ouvrages ou d'articles de référence ou si vous connaissez des sites web de qualité traitant du thème abordé ici, merci de compléter l'article en donnant les références utiles à sa vérifiabilité et en les liant à la section « Notes et références ».
The Times (anciennement Times of Malta) est un journal publié quotidiennement à Malte. Fondé en 1935, il s'agit du plus ancien journal présent sur l'île[réf. nécessaire]. Il dispose également du plus important tirage, avec 37 000 exemplaires publiés chaque jour[réf. nécessaire]. The Times est considéré comme un journal de centre-droit[réf. nécessaire], sans être officiellement rattaché à aucun parti. Son édition du dimanche, The Sunday Times, est une référence en matière d'agenda culturel.